# Определение пола в спорте
Определение пола или секс-контроль в спорте — проведение медицинских и генетических тестов, целью которых является определение пола спортсмена для допуска его к участию в женских видах спорта. Вопрос о допуске трансгендерных спортсменок к участию в женском спорте является более сложным.

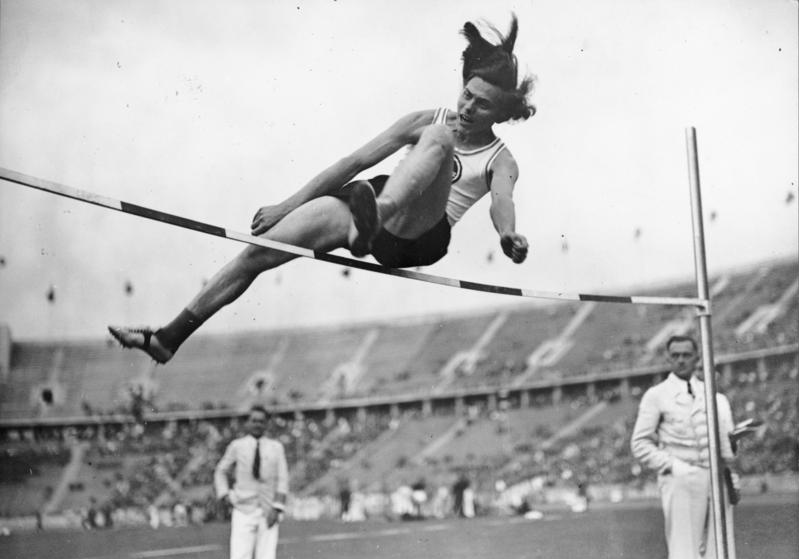
Дора Ратьен на соревнованиях в Берлине (1937)

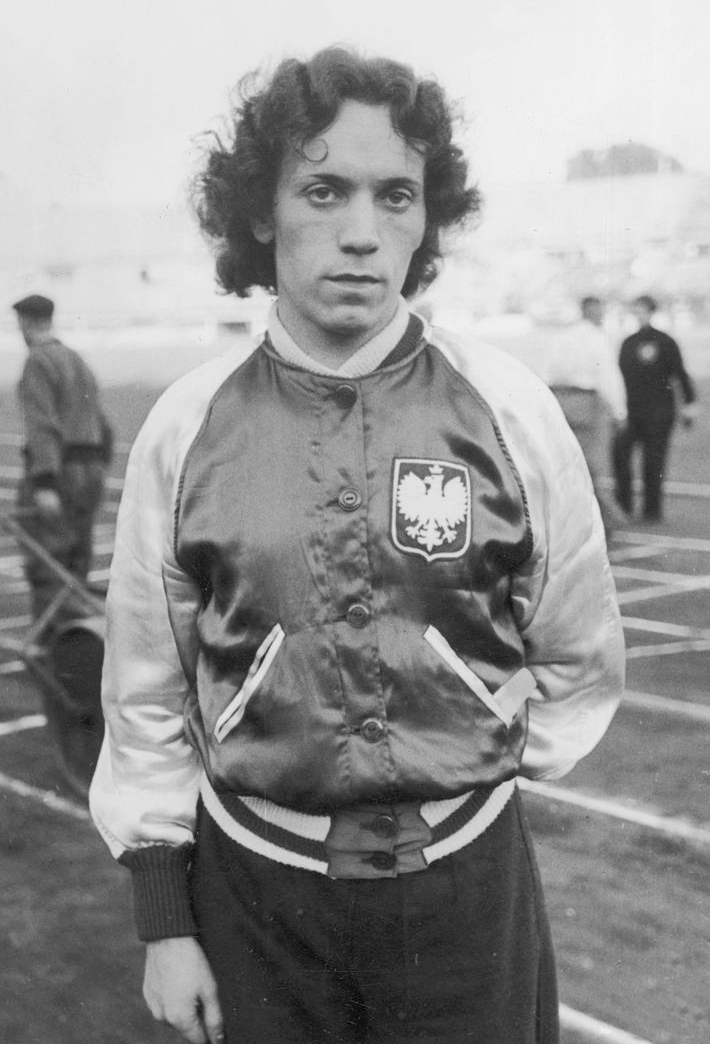
Станислава Валасевич (1938)

## Предыстория
Проблема отнесения спортсменов, обладающих половыми признаками обоих полов, к определённому полу известна мировому спорту давно. Сегодня[когда?] вопрос определения пола спортсменов иногда становится сложной проблемой для допуска таких спортсменов к соревнованиям и включает также этические аспекты. Сегодня[когда?] гендерные тесты запрещены в Австралии, Канаде и скандинавских странах по этическим соображениям.
Первые проверки половой принадлежности «подозрительных» спортсменок состоялись на летних олимпийских играх 1936 года в Берлине. Во время Берлинской олимпиады была проведена проверка пола американской бегуньи Хелен Стивенс, выигравшей золото в стометровом забеге, лишь немного обойдя легендарную польку Станиславу Валасевич. В то время не существовало никаких научных гендерных тестов, и проверка пола заключалась в медицинском осмотре внешних половых органов. Процесс осмотра происходил в виде прохождения спортсменок в обнажённом виде перед комиссией врачей. Осмотр Стивенс показал, что спортсменка является женщиной. Через много лет, когда Валасевич была убита во время ограбления магазина в 1980 году в США, вскрытие показало, что она сама является интерсекс-человеком, что вызвало тогда большой скандал.
Одним из известных интерсекс-спортсменов является также Генрих Ратьен, который участвовал в летних олимпийских играх 1936 года (на тот момент под именем Дора Ратьен), представляя Германию. Тогда его половая принадлежность не подвергалась сомнению. Однако в 1938 году, после того как Ратьен уже установил мировой рекорд по прыжкам в высоту среди женщин, в результате медицинского обследования, показавшего, что половые органы спортсмена нельзя однозначно отнести ни к женскому, ни к мужскому полу, Ратьен был лишён титула чемпиона. С 1939 года Ратьен официально был признан мужчиной, а его имя было изменено на Генрих.
Чешский бегун Зденек Коубек, установивший мировой рекорд на 800-метровой дистанции в 1934 году (на тот момент выступавший в женской команде под именем Здена Коубкова), впоследствии был дисквалифицирован, лишён всех наград и разрешения участвовать в Олимпийских играх — у него были обнаружены интерсекс-признаки. Позже он прошёл операцию по коррекции пола и принял мужское имя Зденек Коубек.

## Введение гендерных тестов

### Медицинские осмотры
Обязательная массовая проверка пола у женщин-спортсменок была впервые использована при проведении чемпионата Европы по лёгкой атлетике в Будапеште в 1966 году. К тому времени множество легкоатлеток из Советского Союза и других стран Восточной Европы подозревались в том, что они на самом деле являются мужчинами. В то время проверка пола заключалась в простом гинекологическом осмотре. Обнажённых женщин осматривала специальная медицинская комиссия, которая должна была удостовериться, что спортсменки имеют настоящую вагину, и убедиться в отсутствии пениса. Представительства многих стран выражали протест перед Международным олимпийским комитетом (МОК) против подобной унизительной процедуры.
Со временем стало очевидным, что простой осмотр гениталий не является достоверным способом определения пола спортсмена. Во время летней Олимпиады 1968 года для определения пола спортсменок был введён тест на наличие телец Барра, обнаруживаемых лишь в клетках с XX-хромосомами. Этот тест представлял собой цитологический анализ мазка ротовой полости в районе щеки для исследования эпителиальных клеток на присутствие полового хроматина. В соскобах нормальной женщины обнаруживается около 20—50 % хроматиноположительных клеток, показатель до 10—20 % может говорить об отсутствии одной X-хромосомы в половых клетках.

### Генетическое тестирование

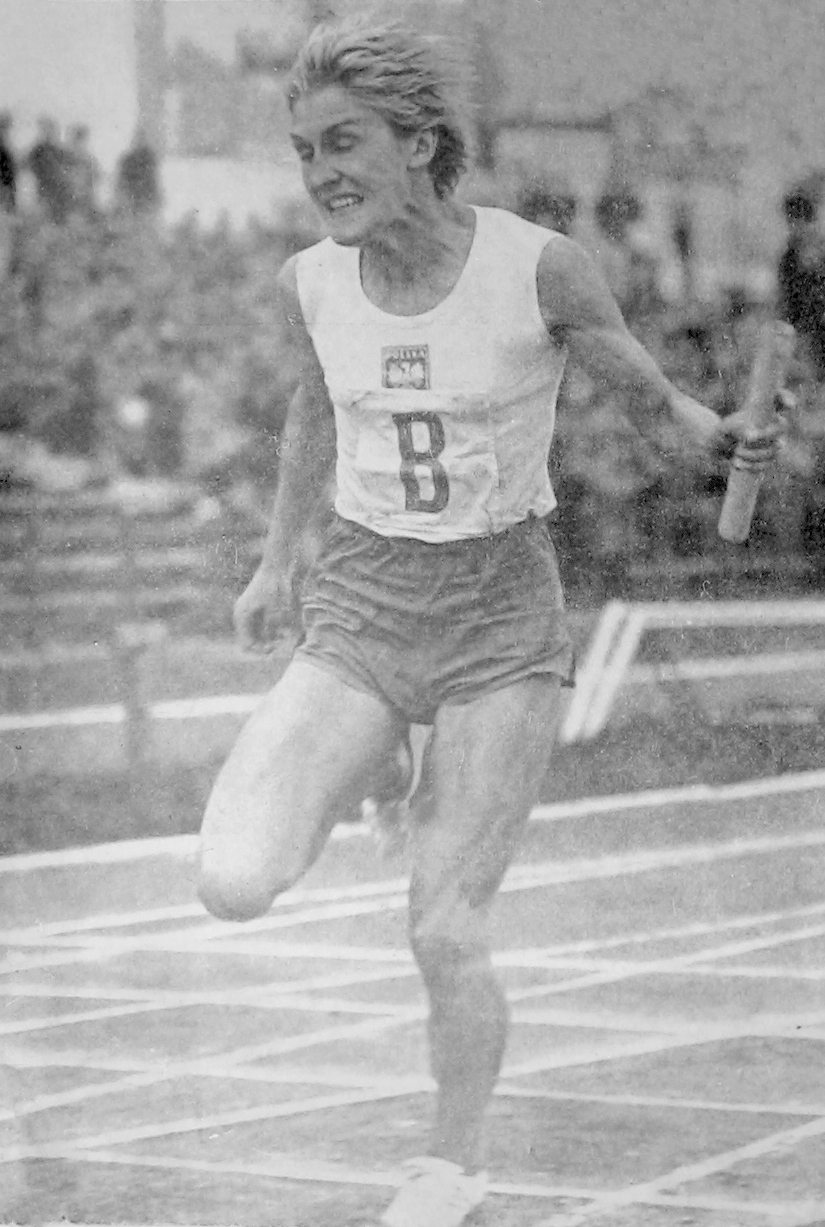
Ева Клобуковская в 1964 году

Первой спортсменкой, дисквалифицированной и лишённой наград по результатам хромосомного тестирования телец Барра, стала польская бегунья Ева Клобуковская, тест которой показал наличие хромосомной мозаики XX/XXY. Долгое время тест на тельца Барра использовался в качестве универсального гендерного теста. Между тем, как потом выяснилось, он создавал больше проблем, чем решал их. В частности, женщины с синдромом нечувствительности к андрогенам, несмотря на очевидно женский фенотип, не допускались к соревнованиям, так как тест обнаруживал у них набор половых хромосом XY. При этом мужчины с синдромом Клайнфельтера (XXY) в результате теста могли бы быть допущены к женским соревнованиям по причине обнаружения у них телец Барра.
После введения обязательного гендерного теста с мировой спортивной арены исчезли некоторые легкоатлетки из «восточного блока», например, советские спортсменки сёстры Тамара и Ирина Пресс, установившие в 1950—1960-е годы 26 мировых рекордов и завоевавшие вместе шесть золотых олимпийских медалей. Это вызвало множество спекуляций в западной прессе по поводу их половой принадлежности.
Австрийка Эрика Шинеггер стала чемпионкой мира 1966 года по горнолыжному спорту, но после введения медицинских тестов у неё было констатировано наличие мужской половой хромосомы, в результате чего она была отстранена от женских соревнований. Позднее после проведения нескольких операций по коррекции пола Шинеггер стал мужчиной, принял имя Эрик и продолжил спортивную карьеру. Однако золотая медаль 1966 года через тридцать лет была передана француженке Мариэль Гуатшель.

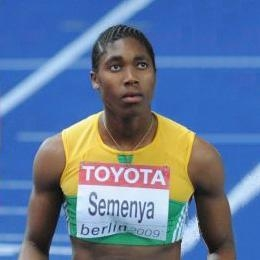
Бегунья из ЮАР Кастер Семеня в 2009 году

В 1991 году анализ на наличие телец Барра был отменён и заменён на ПЦР-анализ на наличие SRY-гена, принимающего участие в развитии организма по мужскому типу. Тест заключался в ДНК-анализе мазка из ротовой полости. Предполагалось, что наличие SRY-гена влияет на образование мошонки и наружных и внутренних мужских половых органов. Вместе с тем, люди с кариотипом 46XX (женский кариотип) могут иметь мошонку, однако у них отсутствует SRY-ген. Тест на SRY-ген проходили все спортсменки, принимавшие участие в летних олимпийских играх 1992 года в Барселоне. Тогда в пятнадцати из около двух тысяч случаев был выявлен положительный результат. Результаты тестов не были преданы огласке, и остаётся неизвестным, было ли разрешено спортсменкам принимать участие в соревнованиях. На летней Олимпиаде 1996 года в Атланте тест на SRY-ген дал положительный результат в восьми случаях из около трёх тысяч. Дальнейшие тесты показали, что семь спортсменок имеют синдром нечувствительности к андрогенам; у восьмой был обнаружен дефицит 5-альфа-редуктазы. Все восемь спортсменок были допущены до соревнований.
Хромосомные тесты применялись до 1999 года, когда они были отменены по причине наличия сомнения в однозначности результатов и дороговизны тестирования. С 1999 года вплоть до скандала с южноафриканской бегуньей Кастер Семеня, произошедшего на чемпионате мира по лёгкой атлетике в 2009 году, спортивное сообщество игнорировало проблему существования спортсменов, которых нельзя однозначно отнести к мужчинам или женщинам.
С 2012 года Международный олимпийский комитет проводит гормональный анализ спортсменок. В случае повышенного уровня мужских половых гормонов андрогенов спортсменке будет запрещено принимать участие в женских соревнованиях.
Решением от 1 мая 2019 г Спортивный арбитражный суд (CAS) отклонил апелляцию южноафриканской бегуньи Кастер Семени к Международной ассоциации легкоатлетических федераций (IAAF). По новым правилам, олимпийская чемпионка должна будет снижать уровень тестостерона, чтобы участвовать в соревнованиях. CAS признал, что новая система допуска имеет дискриминационный характер. Но такая дискриминация «является необходимой, разумной и пропорциональной» для «сохранения целостности женской атлетики», говорится в решении, опубликованном на сайте суда.

## Трансгендерные спортсмены
Трансгендерными спортсменами в широком смысле можно считать тех, которые в результате процедуры по коррекции пола официально получили статус лица противоположного пола (транссексуальность) или просто выбрали другой социальный пол без прохождения процедуры гормональной и хирургической коррекции.
Транс-женщины негативно воспринимаются в женском спорте в связи с опасениями, что они могут вытеснить цис-женщин со спортивной арены.
Самой первой известной трансгендерной спортсменкой является Рене Ричардс. В 1976 году Ричардс была не допущена до участия в женском турнире открытого чемпионата США по теннису, но в 1977 году Верховный суд США официально признал её женщиной и постановил допустить Ричардс к участию в женском турнире.
Австралийская гольфистка Мианна Баггер, в 1995 году прошедшая операцию по коррекции пола, является первой транс-женщиной, допущенной до участия в австралийском открытом чемпионате по гольфу для женщин в 2004 году.
Американский атлет Брюс Дженнер, завоевавший золотую медаль в десятиборье среди мужчин на Олимпиаде в Монреале 1976 года и получивший множество других наград, в 65-летнем возрасте сменил пол, пройдя гормональную терапию и операцию по феминизации лица, и стал известен под именем Кейтлин Дженнер.
В 2021 году на Летних Олимпийских играх 2020 в Токио Лорел Хаббард вошла в историю как первая открытая транс-женщина, участвовавшая в Олимпийских играх. На этой же Олимпиаде канадская футболистка Куинн вошла в историю, став первой небинарной личностью, завоевавшей олимпийскую медаль.
В 2021 году гандболист Луи Санд подписал первый профессиональный контракт после трансгендерного перехода. Он будет выступать за мужской клуб «Keppa» в Швеции.

## Причины полового разделения
Секс-контроль в спорте может отражать глубоко укоренившееся представление о том, что мужчины лучше женщин в спорте. Физиологи подсчитали, что на соревнованиях (в частности в тех, где особое внимание уделяется выносливости, скорости и силе) элитные спортсмены в среднем на 10—18 % превосходят элитных спортсменок. Физиологически это объясняется более высоким уровнем тестостерона в подростковом возрасте. Данный половой гормон влияет на развитие толщины костей, производство красных кровяных телец (переносящих большее количество кислорода), мышечную силу и массу.
Однако физиология — всего лишь одна из малых причин на фоне множества других, социальных. С точки зрения критической теории, современный спорт был разработан и институционализирован для поощрения мужской агрессии, военной готовности и героизма. Он также был важным социальным институтом для мужчин, предназначенным для доказательства ими своей гегемонной маскулинности и гетеросексуальности. Основной целью предполагалось укрепить на более сильном уровне патриархат и превосходство мужчин над женщинами в западных обществах. Дискурс СМИ на протяжении XX века представлял женщин либо в качестве пассивных сексуальных объектов, либо как «монстров» (особенно тех, что преступали консервативные гендерные границы, будучи слишком хорошими в спорте, мускулистыми или лесбиянками). По мнению Джейн Инглиш, наиболее прибыльные и известные виды спорта на сегодняшний день специально сконструированы вокруг мужских преимуществ (силе, мощи, скорости, росте), таким образом, социальное неравенство замаскировано под видом «естественного» неравенства.